# Jaime Casagrande
Jaime Casagrande (Urussanga, 18 de agosto de 1949 - Gran Florianópolis, 29 de octubre de 2013) fue un jugador de fútbol profesional brasileño que jugaba en la demarcación de lateral.

## Biografía
Jaime Casagrande debutó como futbolista profesional con el Figueirense FC en 1972 a los 23 años de edad. Jugó en el club durante dos temporadas, ganando el Campeonato Catarinense en dos ocasiones. Posteriormente jugó durante un año en el Fluminense FC, donde ganó el Campeonato Carioca, y la Taça Guanabara en 1975. Casagrande volvió al Figueirense FC para jugar otros dos años más. En 1977 fichó por el Coritiba FBC, donde ganó el Campeonato Paranaense en 1978. Tras un año volvió de nuevo al Figueirense FC, donde jugó cuatro temporadas en las que disputó 430 partidos y marcó tres goles, retirándose en 1982 a los 33 años de edad.
Tras su retiro siguió en el club, donde fue preparador de porteros, auxiliar técnico, entrenador de los equipos base e interino del equipo principal.
Jaime Casagrande falleció el 29 de octubre de 2013 en Gran Florianópolis a los 64 años de edad tras sufrir una endocarditis y diabetes.

## Clubes
| Club           | País   | Año         | Partidos | Goles |
| -------------- | ------ | ----------- | -------- | ----- |
| Figueirense FC | Brasil | 1972 - 1974 | 41       | 0     |
| Fluminense FC  | Brasil | 1974 - 1975 | 18       | 0     |
| Figueirense FC | Brasil | 1975 - 1977 | 27       | 0     |
| Coritiba FBC   | Brasil | 1977 - 1978 | 2        | 0     |
| Figueirense FC | Brasil | 1978 - 1982 | 430      | 3     |

## Palmarés
Figueirense FC
- Campeonato Catarinense (2): 1972 y 1974

Fluminense FC
- Campeonato Carioca: 1975
- Taça Guanabara: 1975

Coritiba FBC
- Campeonato Paranaense: 1978